# Skattunge församling
Skattunge församling var en församling i Västerås stift och i Orsa kommun i Dalarnas län. Församlingen uppgick 1925 i Orsa församling. 

## Administrativ historik
Församlingen bildades som kapellag 1533 för att enligt beslut den 19 maj 1893 brytas ut ur Orsa församling av Fredshammars bruk och byarna Skattungbyn, Kallmora, Torsmo, Gravberg, Rutberg, Joksäl samt kapellpredikantsbostället på Skattungbyns ägor som en kapellförsamling. Enligt beslut den 3 juli 1925 återgick Skattunge kapellförsamling i Orsa församling.
Skattunge var mellan 19 maj 1893 och 3 juli 1925 kapellförsamling i pastoratet Orsa och Skattunge.

## Organister
Lista över organister i Skattunge församling.
| Verksam   | Namn                    | Levnadstid |
| --------- | ----------------------- | ---------- |
| 1899-1926 | Carl Fredric Pettersson | 1865-1934  |
| 1926-1946 | Olof Ohlsson            | 1897-      |
| 1947-1951 | Jonas Sunnerheim        | 1917-      |
| 1952-     | Karl Gunnar Hermansson  | 1903-      |
| 1955-1957 | Erik Gunnar Ullström    | 1929-      |

## Befolkningsutveckling
| Befolkningsutvecklingen i Skattunge församling 1810–1850 | Befolkningsutvecklingen i Skattunge församling 1810–1850 | Befolkningsutvecklingen i Skattunge församling 1810–1850 | Befolkningsutvecklingen i Skattunge församling 1810–1850 | Befolkningsutvecklingen i Skattunge församling 1810–1850 |
| -------------------------------------------------------- | -------------------------------------------------------- | -------------------------------------------------------- | -------------------------------------------------------- | -------------------------------------------------------- |
|                                                          |                                                          |                                                          |                                                          |                                                          |
| År                                                       |                                                          |                                                          | Folkmängd                                                |                                                          |
| 1810                                                     | 1810                                                     |                                                          | 590                                                      |                                                          |
| 1820                                                     | 1820                                                     |                                                          | 622                                                      |                                                          |
| 1830                                                     | 1830                                                     |                                                          | 676                                                      |                                                          |
| 1840                                                     | 1840                                                     |                                                          | 707                                                      |                                                          |
| 1850                                                     | 1850                                                     |                                                          | 760                                                      |                                                          |
| Anm: Källa: Umeå universitet - Tabellverket 1749-1859.   |                                                          |                                                          |                                                          |                                                          |

## Kyrkobyggnader
- Skattunge kyrka